# Lepidopilidium hanningtonii
Lepidopilidium hanningtonii är en bladmossart som beskrevs av Brotherus 1907. Lepidopilidium hanningtonii ingår i släktet Lepidopilidium och familjen Hookeriaceae. Inga underarter finns listade i Catalogue of Life.